# Gatra (música)
Un gatra ("embrió" o "unitat semàntica") és un concepte teòric que apareix en la música de gamelan javanès. El terme gatra es fa servir per designar una unitat melòdica, i sovint es considera la unitat més petita de les composicions per a gamelan. És semblant a la idea de compàs de la música occidental.
Un gatra consisteix en una seqüència de quatre temps (keteg) que conté notes i silencis (pin) provinents de la melodia base, anomenada balungan. El més habitual és trobar els temps forts del gatra en les posicions segona i quarta. La nota principal, la que té el rol més important dins de cada gatra, és l'última de la seqüència i s'anomena seleh. Els instruments colotòmics més importants, com el cas del gong ageng, solen interpretar les notes que corresponen a l'últim temps de la seqüència. No és estrany trobar gatres només amb silencis. La duració d'un gatra pot variar significativament, des de menys d'un segon a gairebé un minut, depenent del tempo (laya) i de l'irama.
En notació Kepatihan s'agrupen els gatres en la mateixa notació que el balungan, amb un espai de separació entre ells. En realitat, els gatres de succeeixen sense pausa, i els patrons de notes i silencis que els formen s'extreuen de cada balungan particular.
El compositor indonesi Rahayu Supanggah argumenta que la naturalesa jeràrquica dels temps del gatra apareix també a altres escales musicals dins del repertori per a gamelan; en concret, es pot trobar als quatre nongans d'una estructura melòdica gongan. Amb aquestes estructures es construeixen les dues parts del gendhing: el merong i l'inggah. També es pot relacionar amb la característica padang-ulihan ("pregunta-resposta") que apareix a la majoria de composicions per a gamelan.

## Nomenclatura dels temps en un gatra
Hi ha almenys dues nomenclatures per descriure els quatre temps d'un gatra:
- Sistema de Ki Sindusawarno: (1) ding kecil (2) dong kecil (3) ding besar (4) dong besar
- Sistema de Martopangrawit: (1) maju ('endavant') (2) mundur ('endarrere') (3) maju (4) seleh

El primer terme dels noms segons el sistema de Ki Sindusawarno també apareix en música balinesa per designar la jerarquia tonal: el ding representa la nota secundària del pathet, i el dong té un paper similar a la tònica occidental. Kecil i besar, per la seva banda, signifiquen "petit" i "gran" respectivament, el que dona una idea clara de la seva posició en el sistema de jerarquies.
Pel que fa als termes del sistema de Martopangrawit, es relacionen amb el kosokan, la direcció de moviment de l'arc en el rebab. S'aprofita la diferència de so en els moviments de l'arc (en general, més suau a la tornada) per expressar la naturalesa feble del primer i el tercer temps.

## Gatres en música contemporània
Tot i que els gatres tradicionals sempre han tingut quatre temps, algunes peces experimentals recents han introduït gatres d'altres mesures, sovint amb influències de la música occidental. Un exemple el trobem a l'obra Parisuka, del compositor javanès Pak Marto.